# クロスタウン・レベルズ
クロスタウン・レベルズ（Crosstown Rebels）は、イングランドにあるレコードレーベル。DJで音楽プロデューサーのダミアン・ラザルスによって2003年に設立された。
アンダーグラウンド・テクノの楽曲をリリースをしている。アンドレ・クラムル（Andre Kraml）、BlackStrobe、ピエール・ブッチ（Pier Bucci）等のリリースがあり、ジェームス・ホールデンやKikiがこのレーベルの作品をリミックスしている。